# Elmers-Nunatak
Der Elmers-Nunatak ist ein markanter und 1630 m hoher Nunatak im westantarktischen Queen Elizabeth Land. In der Neptune Range der Pensacola Mountains ragt er 8 km südöstlich des Mount Hawkes auf.
Der United States Geological Survey kartierte ihn anhand eigener Vermessungen und Luftaufnahmen der United States Navy aus den Jahren von 1956 bis 1966. Das Advisory Committee on Antarctic Names benannte ihn 1968 nach Elmer H. Smith, Aerograph der Überwinterungsmannschaften auf der Ellsworth-Station im Jahr 1958 und auf der McMurdo-Station im Jahr 1961.